# Landa de Matamoros (kommun)
Landa de Matamoros är en kommun i Mexiko.   Den ligger i delstaten Querétaro Arteaga, i den centrala delen av landet, 200 km norr om huvudstaden Mexico City.
Följande samhällen finns i Landa de Matamoros:
- Landa de Matamoros
- La Lagunita
- El Lobo
- El Humo
- La Yerbabuena
- Tangojó
- Lagunita de San Diego
- El Banco
- Mesa del Corozo
- San Juanito
- El Aguacate
- Malpaís
- La Lima
- Buenavista
- Tres Lagunas
- La Florida
- La Polvareda
- Arboledas
- El Zacatal
- Potrero del Llano
- El Pemoche
- Mesa del Jagüey
- La Agüita